# Een luizenleven
Een luizenleven (Engels: A Bug's Life) is een Amerikaanse computeranimatie-film, geproduceerd door Pixar Animation Studios en uitgebracht door Buena Vista Distribution in 1998. Het was de tweede film van Disney en Pixar.
De film is in Nederland en Vlaanderen ook in nagesynchroniseerde versie uitgebracht.

## Verhaal
Een mierenkolonie op een eilandje wordt onderdrukt door een groep sprinkhanen, onder leiding van Hopper. Deze eisen elk jaar een deel van de voedselvoorraad op.
Een van de mieren is Flip, een buitenstaander die het liefst alleen werkt en voortdurend nieuwe uitvindingen probeert te doen. Hij wordt gezien als een zonderling. Op de dag dat de sprinkhanen weer zullen komen, valt door Flips toedoen al het verzamelde voedsel letterlijk in het water. De sprinkhanen denken dat, door het ontbreken van het voedsel, de mieren in opstand proberen te komen. Hopper eist dat de mieren voor het einde van de herfst een dubbele voedselvoorraad afleveren. Daarna vertrekken hij en zijn bende.
Terwijl Flip terechtstaat voor wat hij heeft gedaan, komt hij met de suggestie naar de stad te gaan om daar grotere insecten te zoeken die de sprinkhanen kunnen verdrijven. De mierenraad gaat akkoord daar ze graag van Flip af willen.
Flip bereikt de insectenstad, een metropolis gebouwd van oude dozen en ander afval. In diezelfde stad bevindt zich een circus. De artiesten van dit circus worden door hun baas, P.T. Vlo, ontslagen nadat een optreden ontaardde in chaos. Flip vindt de ontslagen insecten en denkt dat zij de krijgers zijn die hij nodig heeft. De insecten denken op hun beurt dat Flip hen in wil huren voor hun act. Hij neemt ze mee naar de kolonie.
Op het eiland maken de artiesten zich al snel populair wanneer ze de jonge mier Dot redden van een vogel. De aanval geeft Flip het idee om de sprinkhanen weg te jagen met een nepvogel. Op zijn aanwijzingen bouwen de mieren deze vogel.
Ondertussen, in Mexico, vragen de sprinkhanen zich af waarom ze nog een keer naar de mierenkolonie terug moeten keren. Hopper wijst hen erop dat de mieren de sprinkhanen sterk overtreffen in aantal. Middels angst en intimidatie houden ze de kolonie in toom, maar als de mieren ooit beseffen dat ze samen sterker zijn dan de sprinkhanen is het gedaan met het luxeleven van Hopper en zijn bende.
Wanneer onverwacht P.T. opduikt om zijn artiesten terug te halen, komt de waarheid over de “krijgers” aan het licht. Flip wordt door de mieren verbannen daar hij de kolonie heeft misleid en gaat teleurgesteld mee met de circusartiesten. Kort hierop keren de sprinkhanen terug. De mieren hebben niet genoeg voedsel verzameld. Hopper besluit daarom dat de sprinkhanen zullen blijven tot de mieren hen al het voedsel op het eiland hebben gebracht. Daarna zullen ze de koningin vermoorden en weer vertrekken.
Dankzij Dot hoort Flip van het plan van Hopper. Hij overtuigt de circusartiesten rechtsomkeert te maken. Middels hun act redden de artiesten de koningin, waarna Dot en nog een paar jonge mieren de nepvogel lanceren. Even lijkt het plan te werken totdat door toedoen van P.T., die niet op de hoogte was van het plan, de vogel vlam vat en neerstort.
Hopper beseft het bedrog en richt zijn agressie af op Flip. Flip realiseert zich echter hoe zwak de sprinkhanen zijn en roept de kolonie op tot opstand. Hoppers angst wordt werkelijkheid: de kolonie komt in opstand. De sprinkhanen vluchten weg maar Hopper wil eerst wraak. Hij ontvoert Flip. De circusartiesten zetten de achtervolging in maar raken Hopper kwijt. Uiteindelijk is het Atta, de prinses van de kolonie, die Flip redt. Hopper zelf wordt opgegeten door dezelfde vogel die eerder Dot aanviel.
De film eindigt het voorjaar erop. De mieren maken nu massaal gebruik van Flips uitvindingen. De circusartiesten vertrekken weer.

## Rolverdeling
| Personage*              | Engelse versie      | Nederlandse versie     | Vlaamse versie    |
| ----------------------- | ------------------- | ---------------------- | ----------------- |
| Flik (Flip)             | Dave Foley          | Peter Lusse            | Gunther Lesage    |
| Hopper                  | Kevin Spacey        | Kees Prins             | Gene Bervoets     |
| Atta                    | Julia Louis-Dreyfus | Isa Hoes               | Veerle Dobbelaere |
| Dot                     | Hayden Panettiere   | Mila Teule             | Clara Cleymans    |
| Queen (Koningin)        | Phyllis Diller      | Leontien Ceulemans     | Katrien Devos     |
| Molt                    | Richard Kind        | Rob Kamphues           | Jan Hammenecker   |
| Slim (Spriet)           | David Hyde Pierce   | Kas van Iersel         |                   |
| Heimlich (Heinrich)     | Joe Ranft           | Fred Butter            |                   |
| Francis                 | Denis Leary         | Bob Fosko              |                   |
| Manny (Manty)           | Jonathan Harris     | Paul van Gorcum        |                   |
| Gypsy                   | Madeline Kahn       | Beatrijs Sluijter      |                   |
| Rosie                   | Bonnie Hunt         | Marloes van den Heuvel |                   |
| Tuck & Roll (Hip & Hop) | Michael McShane     | Arnold Gelderman       |                   |
| P.T. Flea               | John Ratzenberger   | Evert de Vries         |                   |
| Dim (Jim)               | Brad Garrett        | Hero Muller            |                   |
| Mr. Soil (Meneer Zand)  | Roddy McDowall      | Wim van Rooij          |                   |
| Dr. Flora               | Edie McClurg        | Maria Lindes           |                   |
| Thorny (Stekel)         | Alex Rocco          | Luk van Mello          |                   |
| Cornelius               | David Ossman        | Reinder van der Naalt  |                   |

Overige stemmen werden ingesproken door onder andere Carlos Alazraqui, Jack Angel, Bob Bergen, Kimberly J. Brown, Rodger Bumpass, Paul Eiding, Bill Farmer, Jess Harnell, John Lasseter, Sherry Lynn, Jeff Pidgeon, Jan Rabson, Andrew Stanton, Russi Taylor en Lee Unkrich.

De Nederlandse nasynchronisatie werd geregisseerd door Arnold Gelderman met Judith Dekker als vertaler. De Nederlandse liedjes werden gezongen door Huub van der Lubbe. De overige stemmen in de Nederlandse nasynchronisatie werden ingesproken door Merel Burmeister, Moshe Burmeister, Eva Burmeister, Jon van Eerd, Stan Limburg, Bram Bart en Eline Blom.

## Achtergrond

### Inspiratie
Het verhaal van A Bug's Life is een parodie op Aisopos' fabel van De Mier en de Sprinkhaan. Het verhaal is ook gelijk aan de komedie ¡Three Amigos!, waarin drie ontslagen acteurs een stad verdedigen, terwijl ze zelf denken dat ze enkel een optreden geven.
De film is mogelijk ook geïnspireerd door Akira Kurosawa's Seven Samurai (en de remake The Magnificent Seven), waarin een Japans dorp een ruige groep zwaardvechters inhuurt om een bende rovers te verjagen.

### Filmmuziek
De muziek bij de film werd gecomponeerd door Randy Newman. De nummers van de film zijn:
| No. | Titel                 | Lengte |
| --- | --------------------- | ------ |
| 1.  | The Time of Your Life | 3:16   |
| 2.  | The Flip Machine      | 2:54   |
| 3.  | Seed to Tree          | 1:01   |
| 4.  | Red Alert             | 1:49   |
| 5.  | Hopper and his Gang   | 3:21   |
| 6.  | Flip Leaves           | 2:37   |
| 7.  | Circus Bugs           | 1:27   |
| 8.  | The City              | 2:35   |
| 9.  | Robin Hood            | 0:59   |
| 10. | Return to Colony      | 1:33   |
| 11. | Flip's Return         | 1:24   |
| 12. | Loser                 | 2:43   |
| 13. | Dot's Rescue          | 4:00   |
| 14. | Atta                  | 1:08   |
| 15. | Don't Come Back       | 1:07   |
| 16. | Grasshoppers' Return  | 3:01   |
| 17. | The Bird Flies        | 2:38   |
| 18. | Ants Fight Back       | 2:14   |
| 19. | Victory               | 2:33   |
| 20. | A Bug's Life Suite    | 5:12   |

### Ontvangst
A Bug's Life werd met positieve kritieken ontvangen en scoorde 91% op Rotten Tomatoes.
De film bracht wereldwijd $363.3 miljoen op en overtrof daarmee de film Antz van DreamWorks.

## Prijzen en nominaties
1998
- De LAFCA Award voor beste animatie – gewonnen

1999
- De Academy Award voor beste muziek
- De Saturn Award voor beste fantasyfilm
- Vier Annie Awards:
  - Outstanding Achievement in an Animated Theatrical Feature
  - Outstanding Individual Achievement for Directing in an Animated Feature Production
  - Outstanding Individual Achievement for Production Design in an Animated Feature Production
  - Outstanding Individual Achievement for Writing in an Animated Feature Production
- De Blockbuster Entertainment Award voor favoriete film – gewonnen
- De Bogey Award in Silver – gewonnen
- De Critics' Choice Award voor beste animatiefilm – gewonnen
- De Critics Choice Award voor beste familiefilm – gewonnen
- De Artios voor Best Casting for Animated Voiceover – gewonnen
- De CFCA Award voor beste originele muziek
- De Golden Globe voor beste originele muziek
- De Golden Screen – gewonnen
- De KCFCC Award voor beste animatiefilm – gewonnen
- De Blimp Award voor favoriete film
- De Golden Reel Award voor beste geluidsmontage – gewonnen
- De Golden Reel Award voor beste muziek
- De Golden Satellite Award voor beste film – animatie – gewonnen
- De Young Artist Award voor Best Family Feature – Animated
- De Young Artist Award voor Best Performance in a Voice Over in a Feature or TV - Best Young Actress

2000
- De BAFTA Film Award voor Best Achievement in Special Visual Effects
- De Grammy Award voor Best Instrumental Composition Written for a Motion Picture, Television or Other Visual Media – gewonnen
- De Grammy Award voor Best Song Written for a Motion Picture, Television or Other Visual Media